# Dj Tubet
 (octobre 2023).
Dj Tubet, de son vrai nom Mauro Tubetti, est un rappeur italien de Frioul (Italie).

## Biographie
Il est actif depuis 1998 avec plusieurs projets (dancehall, reggae, hip hop). 
Il est connu pour son freestyle souvent en frioulan,, langue minoritaire en Italie.
En outre, il est également un pionnier de la pédagogie hip hop en Italie. Il a développé sa propre forme de Hip Hop Pedagogy dans de nombreuses écoles et contextes éducatifs. 
Avec R.esistence en dub en 2010, il remporte le prix du public au Liet International de Lorient,.
DJ Tubet a sorti son premier album solo intitulé “Fin Cumò” en 2020. Il s'agit d'une collection de ses meilleurs singles publiés sur YouTube entre 2011 et 2020, qui reflète sa polyvalence musicale et son expérimentation des langues, des cultures et des traditions apportées par des collaborations avec d’autres artistes européens et extra-européens.
Actuellement (2023), il est le rappeur le plus rapide d'Italie avec un scan moyen de 15 syllabes par seconde avec son freestyle “Na'Babas”.

## Discographie

### En groupe avec Dlh Posse

#### Album
- 2000 - Made in Friûl
- 2001 - Hip hop Instes
- 2003 - Cronache
- 2004 - Cerchio di stelle
- 2008 - Anime Rosse

### En groupe avec Suingando

#### Album
- 2008 - Live a ca'degli angeli

### En groupe avec R.esistence in dub

#### Album
- 2008 - Avampuest dub
- 2009 - Unitat promo
- 2011 - Avampuest dub deluxe edition

### En solo

#### Disque vinyle
- 2007 - Princess

#### singles
- 2008 - Rise Up (No Gelmini)
- 2009 - Fermami
- 2011 - Bianconeri (Alè Udin)
- 2016 - No sta a contâmi dome chê storiê feat Milly
- 2020 - Torototela
- 2020 - Covid-19 Freestyle

Mixtapes
- 2016 - DJ A.T.L. 355 present: Dj Tubet (toasting, rubadub, reggae, dancehall, hip hop)
- 2018 - Dj Tubet mix by Dj Susy

Collecté
- 2020 - Dj Tubet - Momenti di freestyle
- 2020 - Dj Tubet - Basis

Album
- 2020 - Fin Cumò